# Непохований (фільм)
«Непохований» (угор. A temetetlen halott, пол. Niepochowany) — художній біографічний фільм спільного угорсько-польсько-словацького виробництва, знятий в 2004 році угорською кінорежисеркою Мартою Месарош.

## Сюжет
У фільмі показано трагічні моменти долі Імре Надя, прем'єр-міністра Угорщини з 1953 до 1955 року, лідера угорського повстання 1956 року, жорстоко придушеного радянськими військами.
Після смерті Сталіна у 1953 році жителі європейських країн-сателітів радянської імперії, стали піднімати голову. Особливо драматичні події відбулися в Угорщині. Прем'єр-міністр цієї країни, Імре Надь, мав сміливість проголосити про створення в країні багатопартійної системи, оголосити вільні вибори вимагати виведення радянських військ з Угорщини, і, врешті, оголосити про вихід його батьківщини з Варшавського договору та нейтралітет.
Заарештований, Імре Надь був засуджений за «державну зраду» і повішений 16 червня 1958 року.

## У ролях
- Ян Новіцький — Імре Надь, прем'єр-міністр Угорщини
- Дьордь Черхальмі — тюремний лікар
- Маріанна Моор — Марія
- Лілі Хорват — дружина Імре Надя
- Ян Фрич — слідчий
- Паль Мачаи — Ференц Віда
- Янош Кулька — Дьюла Калаі
- Фрідеш Холлоші — посол Югославії
- Петер Андораі — Ференц Мюніх
- Єва Телега — румунська агентка